# 724 a.C.

## Eventos
- Décima-quarta olimpíada:
  - Desmão de Corinto, vencedor do estádio.[1]
  - Incluída a corrida dupla nas olimpíadas, cujo vencedor foi Hipeno de Élida [1] (ou de Pisa). Até a décima-terceira olimpíada, a única prova era o estádio.[2]
- Ezequias, décimo rei de Judá, reinou por vinte e nove anos.[3]
- 725/724: Mahdi, governador de Nínive, magistrado epônimo da Assíria.[4]
- 724/723: Assur-ismani, governador de Kalizi, magistrado epônimo da Assíria.[4]

## Mortes
- Aristodemo, rei da Messênia. Ele suicidou-se sobre o túmulo da sua filha, morta por ele. Ele reinou por seis anos e alguns meses.[3]